# Kunstverzameling Daniël George van Beuningen

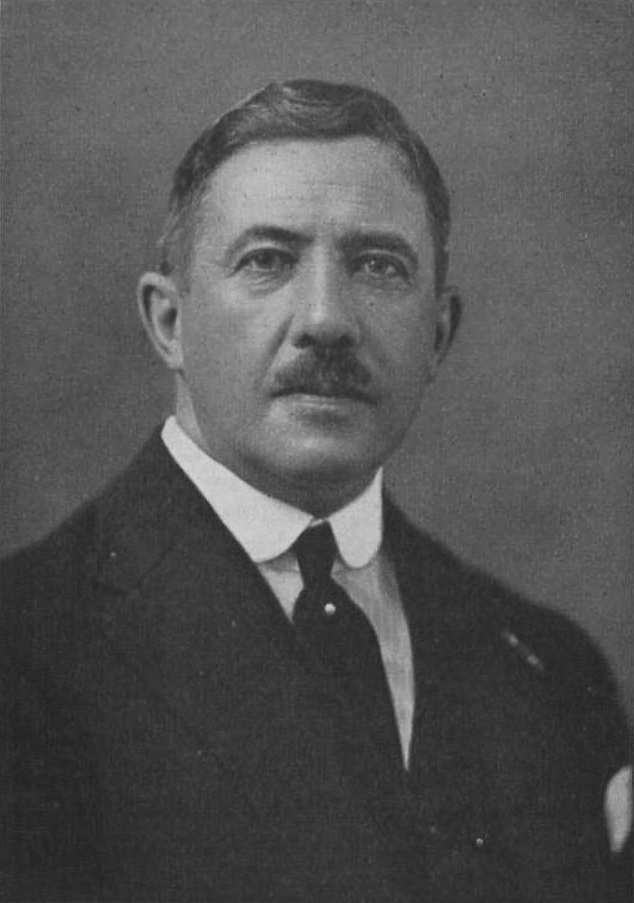
D.G. van Beuningen

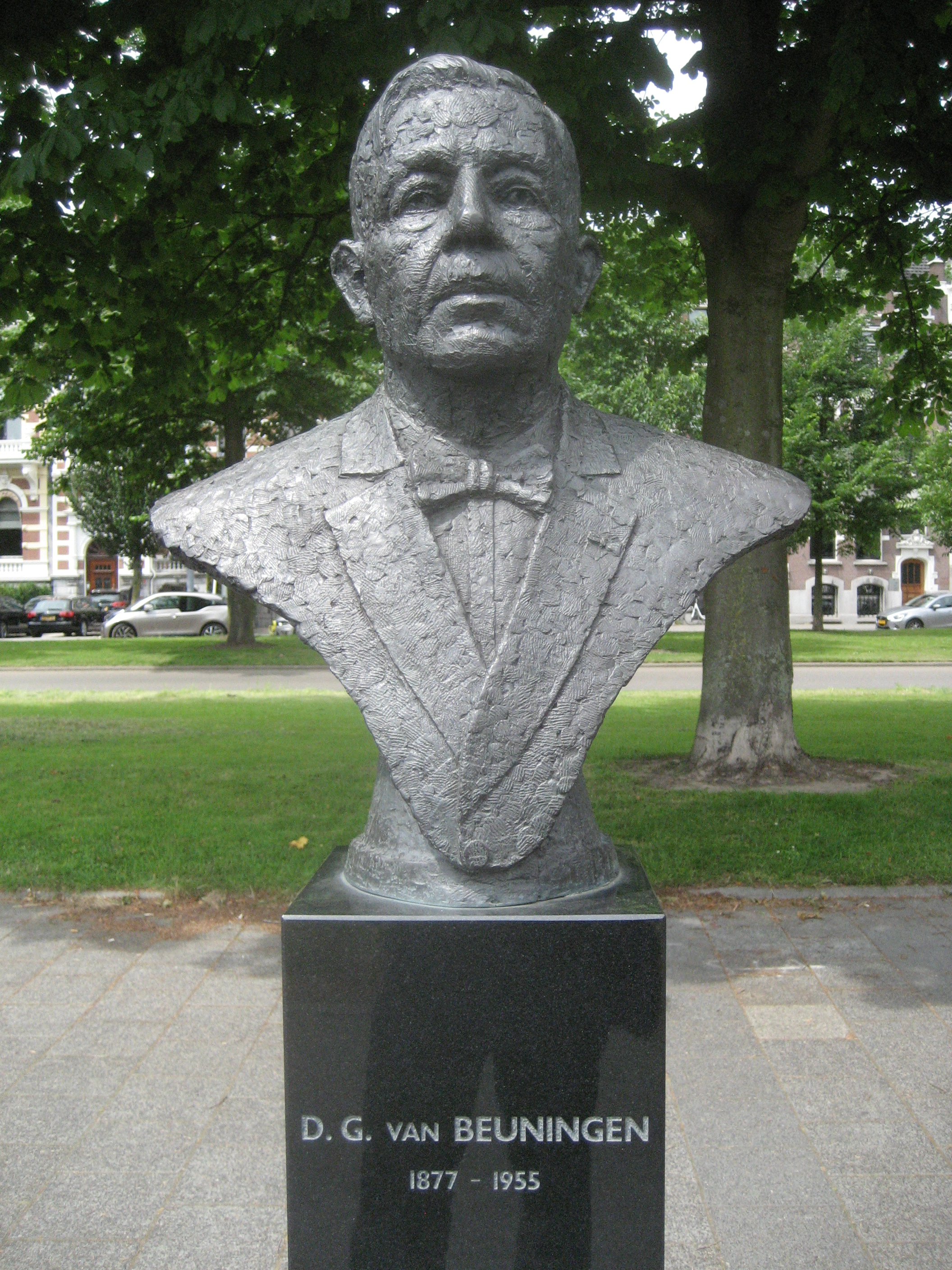
D.G. van Beuningen, Westplein Rotterdam (Robert Donker 2013)

De kunstverzameling Daniël George van Beuningen was een grote particuliere, Nederlandse kunstverzameling in de eerste helft van de 20e eeuw bijeengebracht door Daniël George van Beuningen. De verzameling werd in 1958 geschonken aan Museum Boijmans Van Beuningen.
Van Beuningen heeft tussen 1904 en 1955 zijn verzameling bijeengebracht. Zijn collectie werd gekenmerkt door veelzijdigheid en kwaliteit. Van Beuningens verzameling was in Europa vermaard. Topstukken uit zijn collectie waren niet alleen te bewonderen op kunsttentoonstellingen in het Museum Boijmans te Rotterdam, het Mauritshuis te Den Haag en in het Rijksmuseum en het Stedelijk Museum te Amsterdam maar ook op internationale tentoonstellingen in Parijs, Londen, Brussel en Wenen.

## Haagse School en oude meesters
In de eerste jaren van zijn loopbaan als verzamelaar legde Van Beuningen zich voornamelijk toe op het aankopen van schilderijen van de Haagse School en Barbizon en van oud Delfts aardewerk. Ondanks de economische malaise kocht hij tussen 1914 en 1918 eenendertig schilderijen ter waarde van 111.165 gulden. In die jaren schonk hij voor het eerst een aantal kunstwerken aan het Museum Boijmans te Rotterdam, voornamelijk zeventiende- en achttiende-eeuwse meubelstukken. Typerend voor Van Beuningen was het gemak waarmee hij stukken uit zijn collectie wegschonk, ook bijvoorbeeld aan familieleden, vrienden en personeel.
In 1919 begon hij werken van oude Hollandse meesters te verzamelen. In dat jaar kocht hij voor 457.000 gulden aan schilderijen, waaronder werken van Rembrandt, Frans Hals, Adriaen van Ostade, Jan Steen en Pieter de Hooch.

## Jacques Goudstikker
Tijdens de Eerste Wereldoorlog leerde Van Beuningen de Amsterdamse kunsthandelaar Jacques Goudstikker kennen. Van Beuningen werd Goudstikkers voornaamste klant en Goudstikker kreeg een enorme invloed op de vorming van Van Beuningens collectie. Zijn eerste aankoop bij Goudstikker deed Van Beuningen in 1916 (Willem van de Velde de Oudes ‘Zeegezicht’) en zijn laatste in 1940 (de Koenigs-collectie). In totaal kocht Van Beuningen voor bijna drie miljoen gulden bij Goudstikker. Naast hun zakelijke relatie koesterden de beide heren grote genegenheid voor elkaar.

## Auspitz-collectie
Ondanks de economische crisis kocht Van Beuningen in 1929 op advies van Goudstikker een groot deel van de Auspitz-collectie van de gefailleerde Oostenrijkse bankier Stephan von Auspitz. Van Beuningen verwierf hierdoor belangrijke Italiaanse bronzen en veertig schilderijen waaronder vele stukken van wereldberoemde Italiaanse meesters, zoals Veronese, Guardi, Pietro Longhi, Gozzoli, Tintoretto en di Lorenzo. Voor deze aankoop heeft Van Beuningen 565.250 gulden betaald. Het grootste deel van de Italiaanse werken uit Van Beuningens kunstverzameling was afkomstig uit de Auspitz-collectie.

## Italiaanse kunst
Tijdens het interbellum ontstond er in Nederland onder kunstverzamelaars grote belangstelling voor vroeg-Italiaanse kunst. In 1934 werd de eerste tentoonstelling over deze vroege periode in de Italiaanse kunst in Nederland in het Stedelijk Museum te Amsterdam gehouden. Tot de bruikleengevers aan deze tentoonstelling, getiteld Italiaansche Kunst in Nederlandsch Bezit behoorden Van Beuningen, Otto Lanz (1865-1935), Edwin vom Rath (1863-1940), Jan Herman van Heek (1875-1957), Fritz Mannheimer (1890-1939), Franz Koenigs (1881-1941) en Jacques Goudstikker.

## Modernen en primitieven
Naast kunstnijverheid, Italiaanse majolica en oude scheepsmodellen, kocht Van Beuningen in de loop van de jaren dertig ook een groot aantal Franse impressionistische en neo-impressionistische schilderijen. Zijn collectie vulde hij verder aan met achttiende-eeuwse Franse werken van Chardin, Boucher, Hubert Robert en Drouais en vijftiende- en zestiende-eeuwse topstukken uit de Noordelijke en Zuidelijke Nederlanden, zoals schilderingen van Jan van Eyck, Hans Memling en Pieter Bruegel de Oude.

## Koenigs-collectie
Op 9 april 1940 kocht Van Beuningen op aanraden van de directeur van Museum Boijmans, Dirk Hannema, de tekeningencollectie en twaalf schilderijen uit de Koenigs-collectie van de bank Lisser & Rosenkranz voor één miljoen gulden. Van Beuningen besloot, zonder medeweten van Hannema, een gedeelte van de collectie te verkopen. Hij verkocht 527 tekeningen en schilderijen via een schoonzoon, Lucas Peterich, aan Hans Posse, de kunstadviseur van Hitler, voor het Führermuseum in Linz. Daarvoor ontving Van Beuningen 1,5 miljoen gulden, waarvoor hij 100.000 commissie betaalde aan Peterich. Vier schilderijen van Rubens uit de collectie hield Van Beuningen echter zelf. Het resterende deel van de verzameling, bevattende 2200 bladen uit de tekeningencollectie en een aantal belangrijke schilderijen, schonk Van Beuningen in 1941 aan het Rotterdamse museum. Aan het einde van de Tweede Wereldoorlog werden alle door Posse aangekochte kunstwerken door de Russen meegenomen als oorlogsbuit. In 2004 keerde na intensieve politieke onderhandelingen een deel van de tekeningen uit de Koenigs-collectie terug naar Nederland. In 2016 startten de erfgenamen van Koenigs een rechtszaak om de tekeningen terug te krijgen.

## Museum Boijmans Van Beuningen
In 1958 werd Van Beuningens gehele kunstcollectie door zijn kinderen aan Museum Boijmans geschonken. Conservator Dirk Hannema adviseerde toen de erven van Daniël George van Beuningen om de gehele kunstcollectie van Van Beuningen via een inbetalinggeving (betaling van erfenisrechten aan de hand van kunstwerken uit de successie) te schenken aan het Museum Boijmans om zo de successiekosten te betalen. Hierna werd de naam Van Beuningen toegevoegd aan het bestaande museum Boijmans en verkreeg het de huidige naam Boijmans Van Beuningen.